# Премьер-министр Китайской Республики
Премьер-министр Китайской Республики (кит. 中華民國行政院院長) — председатель правительства (Исполнительного Юаня) Китайской Республики (Тайваня). Назначается президентом Китайской Республики.
До создания в 1928 году Исполнительного Юаня существовавшая с 1912 года должность главы правительства Китайской Республики именовалась «Председателем Кабинета министров». Первым её занимал Тан Шаои. В 1914 году название должности было изменено на «Государственного секретаря», а в 1916 году — на «Председателя государственного совета». В 1928 году Гоминьдан учредил Исполнительный Юань, первым в должность председателя которого вступил Тань Янькай.

## Полномочия
Первый заместитель председателя и министры в Исполнительном Юане назначаются президентом по рекомендации премьер-министра. Служебные обязанности премьер-министра также включает представление административной политики и доклады в Законодательном Юане, отвечая на запросы законодателей, и с одобрения президента, прося Законодательный Юань пересмотреть свои резолюции. Законы и постановления обнародованные Президентом Республики также должны быть подписаны премьер-министром.
В случае отсутствия президента и вице-президента, премьер-министр выступает в качестве исполняющего обязанности Президента Республики на срок до трех месяцев.